# Otto von Müller
Otto von Müller (ur. 17 października 1875 w Jülich, zm. 2 kwietnia 1976 w Fürstenfeldbruck) – tenisista reprezentujący Cesarstwo Niemieckie. Brał udział w igrzyskach w Sztokholmie (1912), gdzie startował w olimpijskich turniejach singlowych i deblowym (w parze z Heinrichem Schomburgkiem) na kortach otwartych.

## Występy na letnich igrzyskach olimpijskich

### Turnieje singlowe
| Igrzyska | Konkurencja                     | 1/64 finału           | 1/32 finału              | 1/16 finału             | Ćwierćfinał          | Półfinał        | Finał/Mecz o trzecie miejsce | Klasyfikacja końcowa |
| Igrzyska | Konkurencja                     | Rywal                 | Rywal                    | Rywal                   | Rywal                | Rywal           | Rywal                        | Klasyfikacja końcowa |
| -------- | ------------------------------- | --------------------- | ------------------------ | ----------------------- | -------------------- | --------------- | ---------------------------- | -------------------- |
| LIO 1912 | Turniej singlowy (kort otwarty) | Ove Frederiksen W 3:0 | Jenő von Zsigmondy W 3:0 | Béla von Kehrling W 3:0 | Ladislav Žemla P 0:3 | → Nie awansował | → Nie awansował              | Miejsca 5-8          |

### Turnieje deblowe
| Igrzyska | Konkurencja                             | Partner             | 1/32 finału                | 1/16 finału            | Ćwierćfinał      | Półfinał         | Finał/Mecz o trzecie miejsce | Klasyfikacja końcowa |
| Igrzyska | Konkurencja                             | Partner             | Rywal                      | Rywal                  | Rywal            | Rywal            | Rywal                        | Klasyfikacja końcowa |
| -------- | --------------------------------------- | ------------------- | -------------------------- | ---------------------- | ---------------- | ---------------- | ---------------------------- | -------------------- |
| LIO 1912 | Turniej deblowy mężczyzn (kort otwarty) | Heinrich Schomburgk | L. Bárath A. Kelemen W 3:0 | A. Canet E. Mény P 1:3 | → Nie awansowali | → Nie awansowali | → Nie awansowali             | Miejsca 9-16         |